# 福岡県立小倉高等学校
福岡県立小倉高等学校（ふくおかけんりつ こくらこうとうがっこう、Fukuoka Prefectural Kokura High School）は、福岡県北九州市小倉北区愛宕に所在する県立高等学校。
略称は「倉高」（くらこう）、「小倉」（こくら）。スーパーサイエンスハイスクール (SSH)、ふくおかスーパーハイスクール (FSH) 指定校。

## 概要
福岡県第二学区（北九州市門司区、小倉北区、小倉南区、戸畑区）。
授業は、平日は50×6又は7コマの正課授業に加え朝講習と呼ばれる課外授業が7時30分から行われている。（但し、一年生の一学期は2023年度より廃止。）かつては土曜日に土曜講座として50分×4コマの授業が行われていたが、現在は廃止されている。
映画「無法松の一生」の原作「富島松五郎伝」の中では、主人公無法松が可愛がる吉岡大尉の遺児のぼんぼん（小倉中学から五高・東大へ進学）の母校として登場、松本清張の名作「菊枕」（同題材は、田辺聖子の「花衣ぬぐやまつわる」―わが愛の杉田久女―でも取り上げられている）では、主人公の夫が美術教師として勤務していたのが小倉中学である。

## 制服
男子
旧制中学校を前身とする全国の公立高校のなかでも、旧制時代の制服・制帽の伝統が最もよく維持された学校である。冬季は、標準型の黒の学生服。だが、合服として着用されるグレーの霜降学生服こそ、別名「霜降り小倉」と言われるほど著名な地元の小倉織の生地で、他校にない小倉高校の特色をよく表現している。いずれにおいても、自分から見て右襟にローマ数字の学年章、左襟に数字の組章を、金色の大きな衿文字バッジで装着する。校章バッジはつけない。夏季は、両胸ポケットの開襟シャツに合服と同じグレーのズボンで、学年章と組章はフェルトにつけて、胸章として開襟シャツの左胸につける。また、白線一本を巻いた黒色の制帽をかぶることが、義務付けられている。制鞄があり、旧制中学時代と同じ、白い帆布製肩掛け鞄である。
伝統を堅持しているとはいえ、機能的に不都合な点については、2012年度より小規模な変更がなされた。例えば、体操着を風呂敷に包んでくるという校則が廃止された。布製のため雨天には中身が濡れやすかった制鞄は、蓋に防水加工が施された。また、伝統型の詰襟ではカラーを外し黒襟のバンカラ的着こなしがあとを絶たなかったことと、硬いカラーが窮屈感を増し襟のホックを外す誘因になっていたことから、冬服、合服共に、カラーを廃止して襟に白線を縫いつけたラウンドカラーに変更、合服は襟のサイズを緩くし、同時に、襟ホックを常時留める指導が強化された。
女子
冬季は、紺色のダブルのスーツ型、下にはブラウスを着用。ネクタイやリボンの類はなく、ブラウスの第一ボタンを常にかけて着用しなければならない。スカートは膝下10cm、束ねていない長髪は禁止、前髪は眉上。上着の自分から見て左下に、校章、学年章、クラス章という3つのバッジをフェルトに付けた胸章を装着する。夏服は、冬服と似た型で白色。スカートは男子の合服と同じグレー。胸章を、冬服と同じ位置に装着する。制鞄は、手持ち式の伝統的な型の学生鞄である。

## 象徴
- 校訓 - 「勉学・創造・規律・勤労・敬愛」
- 校是 - 「文武両道」「質実剛健」
- 校章 - 小倉藩主であった小笠原氏の家紋の三階菱の中に「小中高大」の文字が入っている。旧制小倉中学の校章（「小中（小倉中学）は大なり」と読む）に高を加えたもの。
- 校歌 - 作詞は元永辰夫、作曲は大塚淳。3番まであり、校名は歌詞に登場しない。逍遥歌（作詞：山口憲雄、作曲：宮崎昇）もある。
- 同窓会 - 「明陵同窓会」と称する。関東などに支部を置く。

## 沿革
小倉藩は幕末に長州戦争で破れ、藩庁・藩校を豊津（現・みやこ町）に移転したことから、小倉藩校の直系は、旧制豊津中学（現・福岡県立育徳館高等学校）であり、その小倉分校が小倉中学（第一次）であった。しかしながら、下記沿革にあるとおり、小倉中学（第一次）は1887年（明治20年）に廃止されている。その後、小倉市民の20年余に亘る復活運動を経て、1908年（明治41年）、福岡県立小倉中学校として再興された。なお、現在の小倉高校では、明治41年を開校の年としている。2008年（平成20年）に創立100周年を迎えた。

### 前史
- 1758年（宝暦8年）5月1日 - 小倉藩主小笠原忠総により、藩校思永斎が開校する。
- その後、思永館と改称、小倉城内（現北九州市立思永中学所在地）に学館を興す。
- 1866年（慶応2年） - 長州征伐（小倉戦争）にて長州藩に敗れ、小倉城と共に思永館焼失 。
- 藩庁豊津移転に伴い、豊津藩となり、藩校も文武館→育徳館→育徳学校と改称する。
- 1874年（明治7年） - 豊津・育徳学校は閉校、第35番中学育徳学校として再興される。
- 1879年（明治12年）9月9日 - 県立となり豊津中学校と改称する。
- 1882年（明治15年）8月23日 - 県立豊津中学校小倉分校を「小倉中学校」と改称。
- 1887年（明治20年）3月31日 - 中学校令改正により「小倉中学校」（第一次）廃校。

### 正史
- 1908年（明治41年）
  - 3月18日 - 同年4月から開校することを認可される[2]。
  - 5月22日 - 「福岡県立小倉中学校」として開校式を迎える。
- 1925年（大正14年）4月1日 - 県令により福岡県立小倉中学校を「福岡県小倉中学校」と改称。
- 1942年（昭和18年）4月1日 - 福岡県企救中学校（夜間中学校）を併置。
- 1948年（昭和23年）4月1日 - 学制改革により、「福岡県立小倉高等学校」（男子校）となる。
- 1949年（昭和24年）
  - 4月1日 - 学制改革により男女共学を実施。「福岡県立小倉北高等学校」と改称（OB・市民の大反対により1年で旧名称に復す）
  - 5月19日 - 昭和天皇、九州御巡幸（昭和天皇の戦後巡幸）[3]、本校運動場が小倉市（現在の北九州市小倉北区および小倉南区）奉迎場となる。
- 1950年（昭和25年）5月1日 - 旧小倉商業高校を県立移管の上、本校に統合し、商業科とする。
- 1957年（昭和32年）5月 - 逍遙歌発表。
- 1960年（昭和35年）4月1日 - 商業科を福岡県立小倉商業高等学校として分離。
- 1964年（昭和39年）11月30日 - 講堂落成式。
- 1968年（昭和43年）5月23日 - 60周年記念応援歌発表。
- 1985年（昭和60年）3月31日 - 定時制課程閉校。
- 1998年（平成10年）4月1日 - 創立90周年記念。65分授業開始。
- 2005年（平成17年）4月1日 - スーパーサイエンスハイスクールに指定。
- 2006年（平成18年）4月1日 - ふくおかスーパーハイスクールに指定。
- 2007年（平成19年）4月1日 - 第二学区・第三学区が統合、門司区が校区に加わる。
- 2008年（平成20年）- 創立100周年記念。明陵会館の建築（明陵学院の建て替え）。
- 2014年（平成26年）- 新南校舎完成。
- 2016年（平成28年）- 新北校舎完成。50分授業開始。
- 2018年（平成30年）- 創立110周年記念。
- 2020年（令和2年）- HR教室すべてに電子黒板付プロジェクターが設置。

## 学校行事
3学期制をとる。
1学期
- 4月 - 入学式、始業式、対面式、応援練習、自律と協働の体験学習（規律と友情の皿倉登山）
- 5月 - 開校記念式典、文化祭、中間考査、PTA総会
- 6月 - 小倉・東筑定期野球大会、期末考査
- 7月 - 生徒会役員選挙、夏期クラスマッチ、終業式

2学期
- 9月 - 始業式、体育大会、中間考査
- 10月 - 学校開放説明会、除草作業
- 11月 - 芸術鑑賞教室、期末考査
- 12月 - 文化部発表会、終業式

3学期
- 1月 - 始業式、修学旅行
- 2月 - 学年末考査
- 3月 - 卒業式、冬季クラスマッチ、修了式

## 部活動
「文（=勉学）武（=課外活動）両道」の校是のもと、運動部文化部を問わず部活動が盛んである。
野球部は、上述のとおり1947年の第29回全国中等学校優勝野球大会で旧制小倉中学として、翌1948年の第30回全国高等学校野球選手権大会で新制小倉高校としてそれぞれ優勝、連覇を達成している。これを受け、2008年夏（第90回）では主将が始球式を行った。
ラグビー部は、山田章仁を擁した2003年に福岡県大会で優勝する（東福岡高校との同時優勝、全国大会へはトライ数の差で出場できず）など県内有数の強豪である。
放送部は、2023年に第七十回NHK杯全国高校放送コンテストアナウンス部門で準決勝まで勝ち進んだこともあるなど、強豪校である。
かつて存在した定時制課程の庭球部は 1980年（昭和55年）8月10日に全国大会で優勝している。
運動部
- 陸上部
- テニス部
- ラグビー部
- 柔道部
- バレーボール部
- 弓道部
- 野球部
旧制小倉中学
  - 1919年（大正8年）8月9日 - 第5回全国中等学校優勝野球大会初出場（鳴尾球場で開催）
  - 1947年（昭和22年）
    - 4月7日 - 野球部第19回選抜中等学校野球大会準優勝。
    - 8月19日 - 野球部第29回全国中等学校優勝野球大会優勝（初めて優勝旗が関門海峡を渡る）。

小倉高校
  - 1948年（昭和23年）8月20日 - 第30回全国高等学校野球選手権大会で二連覇。
  - 1954年（昭和29年）4月7日 - 野球部第26回選抜高等学校野球大会準優勝。

- 水泳部
- 剣道部
- サッカー部
- 卓球部
- バスケットボール部
- バドミントン部
- ソフトボール同好会
- 應援團

文化部
- 新聞・文芸部
- 演劇部
- 生物部
- 美術部
- 音楽部
- 書道部
- 囲碁将棋部
- 写真部
- 考古学部
- ESS (English Speaking Society)
- 吹奏楽部
- パソコン部
- 科学部
- インターアクト部
- 茶道部
- 放送部

## その他

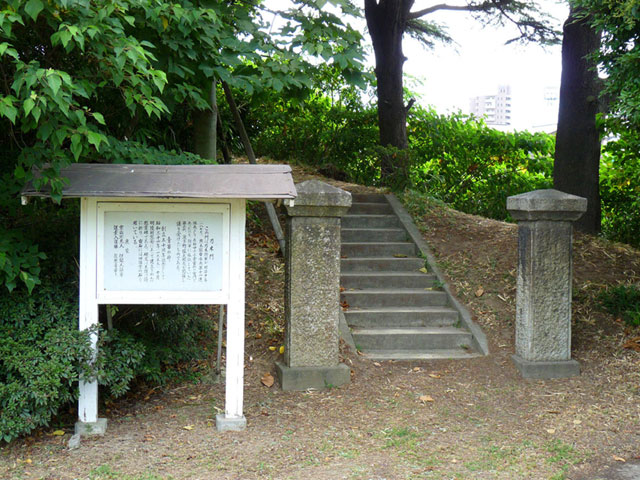
乃木門

- グラウンドの西側（板櫃川の方向）の端に、小高い築山が設けられており、ここに乃木門という門柱が保存してある。この門は大正時代、旧制中学校第三代校長、波多野が陸軍大将・乃木希典の精神にちなみ、学校の裏門として建立したもの[4]。
- 科学部では、1999年に米国アリゾナ州のローウェル天文台により発見された小惑星の形状を割り出す研究を2005年から続け、2012年、研究成果を新潟市で行われた国際会議で発表した。それを受けローウェル天文台が、同校生の会議参加の記念に同天文台に命名提案権がある小惑星の一つに「Kokura」という名称を付けることを提案し実現した[5]。

## アクセス
最寄りの鉄道駅
- JR西小倉駅下車、徒歩15分

最寄りのバス停
- 西鉄バス北九州「小倉高校下」バス停下車、徒歩すぐ

最寄りの道路
- 国道199号
- 愛宕下到津1号線

## 周辺
- マックスバリュ小倉愛宕店
- ザ・ダイソーマックスバリュ小倉愛宕店
- サンキュードラッグ小倉愛宕薬局
- 九州電力大門変電所
- 西鉄観光バス北九州支店

## 著名な出身者

### 政界
- 亀井光 - 元福岡県知事、元参議院議員、元労働事務次官
- 自見庄三郎 - 国民新党参議院議員、元郵政大臣
- 高木美智代 - 公明党前衆議院議員、元厚生労働副大臣
- 武田良太 - 自民党衆議院議員、元総務大臣、国家公安委員会委員長、内閣府特命担当大臣
- 西村明宏 - 自民党衆議院議員、環境大臣、内閣府特命担当大臣（原子力防災）（高31期）
- 仁比聡平 - 日本共産党参議院議員、弁護士
- 服部誠太郎 - 福岡県知事、久留米リサーチ・パーク副会長。同県元副知事
- 弘友和夫 - 公明党参議院議員、元衆議院議員。元環境副大臣。
- 柳田桃太郎 - 元参議院議員、元門司市長
- 吉田敬太郎 - 元衆議院議員、元若松市長

### 官界
- 岩重隆治 - 内務官僚、最後の官選福岡県知事、弁護士
- 大家重夫 - 文部官僚、法学者
- 大坪新一郎 - 国土交通省海事局長
- 金重凱之 - 警察官僚、経営コンサルタント
- 城戸謙憲 - 防衛省防衛監察本部副監察監
- 熊谷憲一 - 大政翼賛会総務局長。北海道長官。
- 白川方明 - 日本銀行第30代総裁、京都大学大学院前教授
- 須田一二三 - 台湾総督府官僚
- 田中聡 - 防衛省官僚、元防衛研究所所長
- 前田正博 - 日銀政策委員、元通商産業省通商政策局次長
- 三隅佳子 - 北九州市立男女共同参画センター初代所長
- 毛里英於菟 - 企画院・大蔵省官僚、内閣調査官 / 革新官僚を代表する一人
- 門司健次郎 - 外務省官僚、文化交流部長、防衛参事官、特命全権大使カタール国駐箚

### 財界
- 明石博義 - 西日本鉄道第14代社長
- 入江伸明 - アステック入江元社長・会長、北九州商工会議所元副会頭、西日本工業大学元理事長
- 大迫忍 - ゼンリン第2代社長
- 小川弘毅 - 西部ガス元社長・会長、日本ガス協会元副会長
- 鎌田迪貞 - 九州電力元会長、九州経済連合会元会長
- 木本元敬 - 西日本鉄道第11代社長、日本経済団体連合会元理事
- 清田徳明 - TOTO社長、日本レストルーム工業会会長
- 佐藤義雄 - 住友生命保険元社長、経済同友会副代表幹事
- 正野寛治 - 三菱化学元社長、化学工学会元会長、石油化学工業協会元会長
- 田中浩二 - 九州旅客鉄道第2代社長
- 中村寛治 - ヒューマンセントリックス社長
- 中村爲昭 - 住友金属工業第8代社長（中35期）
- 福地茂雄 - 日本放送協会会長、アサヒビール元社長・会長、東京芸術劇場元館長（高5期・商）
- 前田健司 - 燦キャピタルマネージメント創業者・社長
- 松尾憲治 - 明治安田生命保険元社長、生命保険協会元会長
- 宮永俊一 - 三菱重工業第14代社長、日本経済団体連合会元副会長
- 村井勉 - JR西日本初代会長、アサヒビール元社長・会長、関西経済同友会元代表幹事
- 安川寛 - 安川電機元社長、日本経営者団体連盟元常任理事、日本電機工業会元会長
- 吉田秀雄 - 電通4代目社長 「鬼十訓」で知られる（中特10期）

### 法曹界
- 大渕敏和 - 裁判官、最高裁判所調査官、東京高裁判事、東電OL殺人事件一審無罪判決裁判長
- 草野芳郎 - 裁判官、弁護士、学習院大学法学部教授
- 角田由紀子 - 弁護士、イクオリティ・ナウ理事
- 福崎伸一郎 - 裁判官、大阪高裁判事、平野母子殺害事件二審無罪判決裁判長

### 軍人
- 板倉光馬 - 海軍軍人。海軍兵学校61期卒。海軍少佐、回天特攻隊参謀兼指揮官
- 宇野亀雄 - 海軍軍人。海軍大佐
- 谷川一男 - 陸軍軍人。陸軍少将

### 医学界
- 大久保英雄 - 医学者、元九州大学准教授、医学博士、元北九州市立医療センター総括副院長（高5期）
- 川原尚行 - NPO法人ロシナンテス代表
- 高久史麿 - 日本医学会会長、前自治医科大学学長、東京大学名誉教授
- 忽那賢志 - 医師、大阪大学大学院医学系研究科教授、医（高49期）
- 西垣克 - 保健学者、静岡県立大学学長
- 延吉正清 - 小倉記念病院院長、京都大学医学部循環器内科臨床教授、日本における心臓カテーテル治療の第一人者

### 学術界
- 秋吉一成 - 京都大学名誉教授、高分子学会会長
- 荒木正見 - 哲学者、日本赤十字九州国際看護大学教授
- 池高聖 - 学校法人徳山教育財団（徳山大学）理事長
- 今西祐一郎 - 国文学研究資料館館長・九州大学名誉教授
- 入口紀男 - 工学者、熊本大学名誉教授
- 入矢義高 - 中国文学者、京都大学名誉教授
- 内田誠一 - 情報工学者、九州大学理事・副学長、日本学術会議会員
- 榎園喜徳 - 法学者、八幡大学教授
- 小田富士雄 - 考古学者、福岡大学名誉教授
- 木村朗 - 政治学者、鹿児島大学教授
- 小西葉子 - 経済学者、経済産業研究所上席研究員
- 志村正道 - 東京工業大学名誉教授、東京都市大学名誉教授
- 末松保和 - 歴史学者、学習院大学名誉教授
- 滝野正二郎 - 山口大学准教授
- 田中萬年 - 職業訓練学者、職業訓練大学校名誉教授
- 田辺新一 - 環境学者、早稲田大学教授
- 中島三千男 - 神奈川大学学長
- 八田達夫 - 経済学者、アジア成長研究所所長、経済同友会政策分析センター所長
- 樋口隆康 - 考古学者、京都大学名誉教授
- 藤田哲也 - 気象学者、シカゴ大学教授、竜巻研究の世界的権威（中27期）
- 堀尾輝久 - 教育学者、東京大学名誉教授
- 益尾知佐子 - 国際政治学者、九州大学教授
- 増田聡 - 美学者、大阪公立大学教授
- 光永研一 - 発酵工学者、宝ホールディングス醸造研究者（高34期）
- 向坂逸郎 - マルクス経済学者、九州大学教授

### 文芸界
- 秋山清 - 詩人
- 一条真也 - 作家、第2回「孔子文化賞」受賞
- 神崎縷々 - 俳人
- 宗左近 - 詩人、評論家
- 高倉やえ - 小説家
- 中村太地 - ヴァイオリニスト
- 火野葦平 - 小説家（中特12期）
- 平出隆 - 詩人・文芸評論家
- 牧野伊三夫 - 画家
- 光石介太郎 - 小説家、推理作家
- わたせせいぞう - エッセイスト、漫画家、イラストレーター（高15期）

### 芸能界
- 重岡漠 - 俳優
- 藤原誠 - 歌手
- 宮川正 - お笑い芸人
- 森田順平 - 声優、俳優（高25期）
- 七代目柳亭燕路 - 落語家
- ルキノ - 役者、コスプレイヤー

### マスコミ界
- 上田早苗 - NHKチーフアナウンサー（高34期）
- 緒方昭一 - フリーアナウンサー
- 佐々木紀彦 - NewsPicks編集長
- 佐々木正洋 - 元テレビ朝日アナウンサー（高25期）
- 佐藤征一 - フリーアナウンサー
- 新橋靖典 - 元NHKアナウンサー
- 杉山邦博 - 元NHKアナウンサー、相撲評論家（中36期、高1期）
- 鈴木哲夫 - 政治ジャーナリスト（高29期）
- 月俣幸三 - 元九州朝日放送アナウンサー
- トコ - コラムニスト、ローカルタレント
- 古賀涼子 - 元TOKYO FMアナウンサー
- 西口久美子 - フリーアナウンサー
- 野下史織 - 九州朝日放送キャスター
- 山﨑萌絵 - 九州朝日放送アナウンサー
- 浜﨑日香里 - テレビ西日本アナウンサー
- 福島絵美 - フリーアナウンサー、元熊本放送アナウンサー
- 桝田沙也香-テレビ朝日アナウンサー
- 宮本隆治 - 元NHKアナウンサー（高21期）
- 元村有希子 - 毎日新聞科学環境部記者 TVコメンテーター（高37期）

### スポーツ界
- 有町昌昭 - 元プロ野球選手
- 石田泰三 - 元プロ野球選手
- 木谷良平 - 元プロ野球選手（東京ヤクルトスワローズ）
- 楠城徹 - 元プロ野球選手（高22期）、九州国際大付高野球部監督
- 楠城祐介 - 元プロ野球選手（東京ヤクルトスワローズ）
- 末吉俊信 - 元プロ野球選手
- 野端啓男 - 元アマチュア野球選手・指導者
- 畑隆幸 - 元プロ野球選手
- 平井誠一 - 元プロ野球選手
- 福嶋一雄 - 第29回、第30回全国高等学校野球選手権大会優勝投手、2013年野球殿堂特別表彰
- 原勝彦 - 元プロ野球選手
- 宮崎康之 - 早稲田大学野球部元監督
- 安田猛 - 元プロ野球選手（高18期）
- 荒牧佑輔 - ラグビー選手
- 石橋拓也 - ラグビー選手
- 瓜生靖治 - ラグビー選手
- 小川優輔 - ラグビー選手
- 児玉健太郎 - ラグビー選手
- 高野祥太 - ラグビー選手
- 秦啓祐 - ラグビー選手
- 松浦祐太 - ラグビー選手
- 美月凛音 - プロレスラー
- 山田章仁 - ラグビー選手
- 安河内剛 - JBC日本ボクシングコミッション事務局長